# Asianellus ontchalaan
Asianellus ontchalaan är en spindelart som beskrevs av Logunov, Heciak 1996. Asianellus ontchalaan ingår i släktet Asianellus och familjen hoppspindlar. Inga underarter finns listade.